# 王慶 (弘治進士)
王慶（1459年—？），字天德，直隸真定府平山縣人，軍籍，明朝政治人物。

## 生平
順天府鄉試第三十一名舉人。弘治六年（1493年）中式癸丑科會試第六十六名，三甲第七十六名進士。歷官南京大理寺右寺副，十五年二月升陕西按察司佥事。

## 家族
曾祖王仁美；祖父王讓；父王璋，鴻臚寺署丞。母張氏。永感下。兄王序（進士）。